# Biržulis
Jezero Biržulis je v západní Litvě, v Žemaitsku, v jihovýchodním cípu okresu Telšiai, kolem 5 km na severovýchod od města Varniai, na území regionálního parku Varnių regioninis parkas. Délka od severu k jihu je 3,6 km, šířka až 1,3 km. Jezero je pozůstatkem kdysi největšího jezera, které se kdy rozkládalo na území Žemaitska. Před 13 000 lety mělo rozlohu asi 5 000 ha, před 4 000 lety - 2 000 ha. Pobřežní linie je členitá, je zde hodně zátočin. Břehy, zejména v západní části jsou bažinaté, bohatě zarostlé, jen ve východní části jsou přístupná místa s loukami. Břeh tvoří 4 terasy, jejichž šířky jsou: 0,5 – 1 m, 2 – 3 m, 5 – 7 m a 8 – 10 m. Dno jezera je pokryto jílovitým sapropelem, západní a severní zátočiny jsou bahnité, podél východního břehu písčité. Z východního svahu pánve jezerního dna prýští prameny podzemní vody (více než m³/s). V létě je voda jezera kalná (částečky jílu a fytoplanktonu). Jezero je eutrofického typu, na jeho dně a pobřeží je hodně rostlinstva. Pobřeží jezera bylo obydleno od mezolitu. V okolí bylo nalezeno přes 40 tábořišť z doby kamenné. Po roce 1954, kdy bylo okolí meliorováno, hladina vody v jezeře klesla o 1,5 m a plocha jezera se zmenšila o asi 600 ha.

## Přítoky
| Hydrologické pořadí | Řeka             | Délka (km) | Povodí (km²) | Ústí kde                                                      | Koordináty ústí                  |
| ------------------- | ---------------- | ---------- | ------------ | ------------------------------------------------------------- | -------------------------------- |
| 30010741            | B - 1            | 1,7        | 1,9          | Paežeris                                                      | 55°46′13″ s. š., 22°27′2″ v. d.  |
| 30010742            | B - 2            | 4,2        | 7,9          | Gaideliai                                                     | 55°45′55″ s. š., 22°26′51″ v. d. |
| 30010743            | Nakačia          | 20,6       | 80,4         | Šakalinė                                                      | 55°45′28″ s. š., 22°25′52″ v. d. |
| 30010740/ 30010752  | Varnelė          | 11,2       | 94,2         | Kūjainiai (delta ze 3 větví: koordináty nejsevernější větve:) | 55°45′59″ s. š., 22°26′0″ v. d.  |
| 30010740            | Virvytė/Virvyčia | 99,7       | 1134,2       | Pabiržulis                                                    | 55°46′48″ s. š., 22°26′16″ v. d. |